# لاي يانغ
لاي يانغ (بالصينية: 莱阳市) هي مدينة على مستوى مقاطعة، في الصين، تقع في يانتاى، بلغ عدد سكانها 875,000 نسمة وذلك حسب إحصائيات سنة 2009، تبلغ مساحتها 1,731.54 كيلومتر مربع، رمزها البريدي هو 265200.

## التقسيمات الإدارية
- Fenggezhuang Subdistrict  [لغات أخرى]‏
- Bailinzhuang Subdistrict  [لغات أخرى]‏
- Muyudian [الإنجليزية]‏
- Tuanwang [الإنجليزية]‏
- Xuefang [الإنجليزية]‏
- Yangjun [الإنجليزية]‏
- Jiangtuan [الإنجليزية]‏
- Zhaowangzhuang [الإنجليزية]‏
- Tangezhuang [الإنجليزية]‏
- Lügezhuang [الإنجليزية]‏
- Gaogezhuang [الإنجليزية]‏
- Dakuang [الإنجليزية]‏
- Shanqiandian [الإنجليزية]‏.